# Kvinnor för fred i Finland
Kvinnor för fred i Finland (finska: Naiset rauhan puolesta suomessa) är en finländsk fredsorganisation.
Kvinnor för fred i Finland, som grundades 1980, verkar utanför etablerade politiska ramar och inte sällan har tagit till okonventionella och mindre accepterade metoder för att uppnå sina syften. Bland de framträdande medlemmarna märks Ulla Klötzer.